# Terras do Eo-Návia
A terra Eu-Návia é a denominação que recebe a região de língua galega que se encontra no ocidente do Principado de Astúrias, limítrofe com a Galiza, e que compreende 18 concelhos situados entre os rios Eo e Navia. Trata-se de uma denominação de recente criação que se corresponde com uma divisão territorial de uso quotidiano tradicional conhecida como Terras de Ribadeo.